# História da língua dinamarquesa
A língua dinamarquesa desenvolveu-se durante a Idade Média fora do nórdico antigo oriental, predecessor comum do dinamarquês e do sueco. Foi uma forma tardia do nórdico antigo comum. O filólogo dinamarquês Johannes Brøndum-Nielsen dividiu a história da língua dinamarquesa em "dinamarquês antigo" de 800 a 1525 e "dinamarquês moderno" de 1525 em diante. Ele subdividiu o dinamarquês antigo em "dinamarquês rúnico" (800–1100), dinamarquês médio (1100–1350) e dinamarquês médio tardio (1350–1525).

## Médio-dinamarquês
Fangær man saar i hor seng mæth annæns mansz kunæ. oc kumær han burt liuænd....
 "Se você pega alguém no bordel com a esposa de outro homem e ele sai vivo..."
—Jutlandic Law, 1241.
A partir de 1100 em diante, o dialeto da Dinamarca começou a divergir do da Suécia. A Lei Jutlândica e a Lei da Escânia foram escritas em dinamarquês vernáculo no início do século XIII. A partir de 1350, a língua dinamarquesa começou a ser usada como língua de administração e novos tipos de literatura começaram a ser escritos nela, como cartas régias e testamentos. A ortografia nesse período não era padronizada, menos ainda a língua falada, e as leis regionais demonstram as diferenças dialetais entre as regiões em que foram escritas. Ao longo desse período, o dinamarquês estava em contato com baixo-alemão, e muitas palavras emprestadas do baixo-alemão foram introduzidas na língua dinamarquesa. 

## Renascimento e Reforma
O primeiro livro impresso em dinamarquês data de 1495, "Rimkrøniken" (lit.  "A Crônica Rimada"), um livro de história contado em versos rimados. A primeira tradução completa da Bíblia em dinamarquês, a Bíblia de Christian III, com algumas partes traduzidas por Christiern Pedersen, foi publicada em 1550. As escolhas ortográficas de Pedersen estabeleceram o padrão de fato para a escrita subsequente em dinamarquês.

## Dinamarquês moderno
Alguns autores notáveis de obras em dinamarquês são o filósofo existencialista Søren Kierkegaard, o prolífico autor de contos de fadas Hans Christian Andersen, e os dramaturgos Henrik Ibsen e Ludvig Holberg. Três autores dinamarqueses do século XX tornaram-se laureados do Prêmio Nobel em Literatura: Karl Adolph Gjellerup e Henrik Pontoppidan (receberam juntos em 1917) e Johannes Vilhelm Jensen (premiado em 1944).[carece de fontes?]